# NGC 4429
NGC 4429 è una galassia a spirale visibile nella costellazione Vergine.

## Osservazione
La galassia è situata nel nord della costellazione Vergine con un'estensione angolare di 5,9' x 2,8' e una magnitudine apparente di 10,2. Venne scoperta il 15 marzo 1784 dall'astronomo britannico-tedesco William Herschel.